# Xenylla caudata
Xenylla caudata is een springstaartensoort uit de familie van de Hypogastruridae. De wetenschappelijke naam van de soort is voor het eerst geldig gepubliceerd in 1993 door Jordana.